# Musée Édith Piaf
Musée Édith Piaf (česky Muzeum Édith Piaf) je soukromé muzeum věnované životu francouzské zpěvačky Édith Piaf (1915–1963). Nachází se v ulici Rue Crespin-du-Gast č. 5 v 11. obvodu.

## Popis
Muzeum spravuje Association les Amis d'Édith Piaf (Společnost přátel Édith Piaf) pečující o její odkaz.
Muzeum založil Bernard Marchois, autor zpěvaččiny biografie. Muzeum představuje památky na umělkyni jako jsou fotografie, dopisy, partitury, plakáty, kostýmy pro vystoupení i běžné oblečení, nahrávky, sochy, obrazy apod. a rovněž sbírku porcelánu.